# Évolution du Collège cardinalice sous le pontificat de Paul VI
Cet article présente les évolutions au sein du Sacré Collège ou collège des cardinaux au cours du pontificat du pape Paul VI, de l'ouverture du conclave qui l'a élu le 19 juin 1963 jusqu'au 25 août 1978 date de l'ouverture du conclave qui devait élire son successeur.

## Évolution numérique au cours du pontificat
| Date       | Événement | Pays | Électeurs | Non Votants | Total |
| ---------- | --- | ---- | --------- | ----------- | ----- |
| 19/06/1963 | Cardinaux au moment du conclave de juin 1963 |      | 82        | 0           | 82    |
|            | |      |           |             |       |
| 21/06/1963 | Élection papale du cardinal Giovanni Battista Montini sous le nom de Paul VI                                                                             |      | 81        | 0           | 81    |
| 22/07/1963 | Décès du cardinal Valerio Valeri |      | 80        | 0           | 80    |
| 11/01/1964 | Décès du cardinal André Jullien |      | 79        | 0           | 79    |
| 21/01/1964 | Décès du cardinal Carlo Chiarlo |      | 78        | 0           | 78    |
| 04/09/1964 | Décès du cardinal Clément Roques |      | 77        | 0           | 77    |
| 17/01/1965 | Décès du cardinal Pierre-Marie Gerlier |      | 76        | 0           | 76    |
| 22/02/1965 | Consistoire: création de 27 cardinaux |      | 103       | 0           | 103   |
| 11/03/1965 | Décès du cardinal Clemente Micara |      | 102       | 0           | 102   |
| 30/03/1965 | Décès du cardinal Maurilio Fossati |      | 101       | 0           | 101   |
| 09/04/1965 | Décès du cardinal Albert Gregory Meyer |      | 100       | 0           | 100   |
| 08/05/1965 | Décès du cardinal Giulio Bevilacqua |      | 99        | 0           | 99    |
| 03/03/1966 | Décès du cardinal Alfonso Castaldo |      | 98        | 0           | 98    |
| 19/06/1966 | Décès du cardinal Anselmo María Albareda y Ramoneda |      | 97        | 0           | 97    |
| 30/12/1966 | Décès du cardinal Pietro Ciriaci |      | 96        | 0           | 96    |
| 09/02/1967 | Décès du cardinal Santiago Luis Copello |      | 95        | 0           | 95    |
| 24/03/1967 | Décès du cardinal Francesco Bracci |      | 94        | 0           | 94    |
| 24/04/1967 | Décès du cardinal Enrico Dante |      | 93        | 0           | 93    |
| 10/06/1967 | Décès du cardinal Joseph Elmer Ritter |      | 92        | 0           | 92    |
| 11/06/1967 | Décès du cardinal Ernesto Ruffini |      | 91        | 0           | 91    |
| 26/06/1967 | Consistoire: création de 27 cardinaux |      | 118       | 0           | 118   |
| 24/07/1967 | Décès du cardinal Thomas Tien Ken-sin |      | 117       | 0           | 117   |
| 25/07/1967 | Décès du cardinal Joseph Cardijn |      | 116       | 0           | 116   |
| 05/11/1967 | Décès du cardinal Maxime IV Sayegh |      | 115       | 0           | 115   |
| 02/12/1967 | Décès du cardinal Francis Spellman |      | 114       | 0           | 114   |
| 16/12/1967 | Décès du cardinal Antonio Riberi |      | 113       | 0           | 113   |
| 23/12/1967 | Décès du cardinal Alfredo Pacini |      | 112       | 0           | 112   |
| 29/01/1968 | Décès du cardinal Ignace Gabriel Ier Tappouni |      | 111       | 0           | 111   |
| 05/02/1968 | Décès du cardinal Paul Richaud |      | 110       | 0           | 110   |
| 14/02/1968 | Décès du cardinal Pierre Veuillot |      | 109       | 0           | 109   |
| 02/07/1968 | Décès du cardinal Francis John Brennan |      | 108       | 0           | 108   |
| 05/07/1968 | Décès du cardinal Enrique Pla y Deniel |      | 107       | 0           | 107   |
| 12/07/1968 | Décès du cardinal Francesco Morano |      | 106       | 0           | 106   |
| 28/07/1968 | Décès du cardinal Ángel Herrera Oria |      | 105       | 0           | 105   |
| 31/07/1968 | Décès du cardinal Carlos María Javier de la Torre |      | 104       | 0           | 104   |
| 14/08/1968 | Décès du cardinal Augusto Álvaro da Silva |      | 103       | 0           | 103   |
| 16/11/1968 | Décès du cardinal Augustin Bea |      | 102       | 0           | 102   |
| 28/02/1969 | Décès du cardinal Gustavo Testa |      | 101       | 0           | 101   |
| 28/04/1969 | Consistoire: création de 33 cardinaux plus 2 cardinaux in pectore                                                                                        |      | 134       | 0           | 134   |
| 17/05/1969 | Décès du cardinal Josef Beran |      | 133       | 0           | 133   |
| 17/09/1969 | Décès du cardinal Giovanni Urbani |      | 132       | 0           | 132   |
| 13/10/1969 | Décès du cardinal Nicolás Fasolino |      | 131       | 0           | 131   |
| 21/02/1970 | Décès du cardinal Peter Tatsuo Doi |      | 130       | 0           | 130   |
| 01/08/1970 | Décès du cardinal Giuseppe Pizzardo |      | 129       | 0           | 129   |
| 30/09/1970 | Décès du cardinal Benedetto Aloisi Masella |      | 128       | 0           | 128   |
| 02/11/1970 | Décès du cardinal Richard James Cushing |      | 127       | 0           | 127   |
| 08/12/1970 | Décès du cardinal Benno Walter Gut |      | 126       | 0           | 126   |
| 20/01/1971 | Décès du cardinal Antonio Bacci |      | 125       | 0           | 125   |
| 18/02/1971 | Décès du cardinal Jaime de Barros Câmara |      | 124       | 0           | 124   |
| 31/03/1971 | Décès du cardinal Michael Browne |      | 123       | 0           | 123   |
| 16/05/1971 | Décès du cardinal Grégoire-Pierre XV Agagianian |      | 122       | 0           | 122   |
| 10/08/1971 | Décès du cardinal Federico Callori di Vignale |      | 121       | 0           | 121   |
| 07/12/1971 | Décès du cardinal Fernando Quiroga y Palacios |      | 120       | 0           | 120   |
| 21/02/1972 | Décès du cardinal Eugène Tisserant |      | 119       | 0           | 119   |
| 27/05/1972 | Décès du cardinal José Garibi y Rivera |      | 118       | 0           | 118   |
| 14/08/1972 | Décès du cardinal Paolo Giobbe |      | 117       | 0           | 117   |
| 27/08/1972 | Décès du cardinal Angelo Dell'Acqua |      | 116       | 0           | 116   |
| 13/01/1973 | Décès du cardinal Fernando Cento |      | 115       | 0           | 115   |
| 15/02/1973 | Décès du cardinal Achille Liénart |      | 114       | 0           | 114   |
| 05/03/1973 | Consistoire: création de 30 cardinaux Révélation de 2 cardinaux in pectore créés antérieurement                                                          |      | 145       | 0           | 145   |
| 08/03/1973 | Décès du cardinal Benjamín de Arriba y Castro |      | 144       | 0           | 144   |
| 17/03/1973 | Décès du cardinal Giuseppe Antonio Ferretto |      | 143       | 0           | 143   |
| 02/04/1973 | Décès du cardinal Joseph Lefèbvre |      | 142       | 0           | 142   |
| 07/05/1973 | Décès du cardinal Arcadio María Larraona Saralegui |      | 141       | 0           | 141   |
| 11/07/1973 | Décès du cardinal Cesare Zerba |      | 140       | 0           | 140   |
| 03/09/1973 | Décès du cardinal Rufino Jiao Santos |      | 139       | 0           | 139   |
| 16/09/1973 | Décès du cardinal William Theodore Heard |      | 138       | 0           | 138   |
| 18/11/1973 | Décès du cardinal Peter Thomas McKeefry |      | 137       | 0           | 137   |
| 13/12/1973 | Décès du cardinal Giuseppe Beltrami |      | 136       | 0           | 136   |
| 17/12/1973 | Décès du cardinal Amleto Giovanni Cicognani |      | 135       | 0           | 135   |
| 10/03/1974 | Décès du cardinal Boleslaw Kominek |      | 134       | 0           | 134   |
| 06/04/1974 | Décès du cardinal Stepán Trochta |      | 133       | 0           | 133   |
| 08/04/1974 | Décès du cardinal James Charles McGuigan |      | 132       | 0           | 132   |
| 20/05/1974 | Décès du cardinal Jean Daniélou |      | 131       | 0           | 131   |
| 01/08/1974 | Décès du cardinal Ildebrando Antoniutti |      | 130       | 0           | 130   |
| 11/01/1975 | Décès du cardinal Pierre-Paul Méouchi |      | 129       | 0           | 129   |
| 01/04/1975 | Décès du cardinal Lorenz Jäger |      | 128       | 0           | 128   |
| 15/04/1975 | Décès du cardinal Charles Journet |      | 127       | 0           | 127   |
| 06/05/1975 | Décès du cardinal József Mindszenty |      | 126       | 0           | 126   |
| 13/06/1975 | Décès du cardinal Arturo Tabera Araoz |      | 125       | 0           | 125   |
| 24/06/1975 | Décès du cardinal Luigi Raimondi |      | 124       | 0           | 124   |
| 18/09/1975 | Décès du cardinal Luis Concha Córdoba |      | 123       | 0           | 123   |
| 27/09/1975 | Décès du cardinal Maurice Feltin |      | 122       | 0           | 122   |
| 01/10/1975 | Promulgation de la constitution apostolique Romano pontifici eligendo créant la notion de cardinaux électeurs et de cardinaux non-électeurs après 80 ans |      | 103       | 19          | 122   |
| 01/11/1975 | Décès du cardinal Jérôme Louis Rakotomalala |      | 102       | 19          | 121   |
| 07/11/1975 | Décès du cardinal John Carmel Heenan |      | 101       | 19          | 120   |
| 19/12/1975 | 80e anniversaire du cardinal Miguel Darío Miranda y Gómez                                                                                                |      | 100       | 20          | 120   |
| 21/01/1976 | Décès du cardinal Joseph-Marie Martin |      | 100       | 19          | 119   |
| 22/01/1976 | 80e anniversaire du cardinal Norman Thomas Gilroy |      | 99        | 20          | 119   |
| 26/03/1976 | Décès du cardinal Efrem Forni |      | 99        | 19          | 118   |
| 02/04/1976 | Décès du cardinal Carlo Grano |      | 99        | 18          | 117   |
| 24/05/1976 | Consistoire: création de 20 cardinaux électeurs plus 1 cardinal in pectore                                                                               |      | 119       | 18          | 137   |
| 14/07/1976 | 80e anniversaire du cardinal Ferdinando Giuseppe Antonelli                                                                                               |      | 118       | 19          | 137   |
| 18/07/1976 | 80e anniversaire du cardinal Patrick Louis O'Boyle |      | 117       | 20          | 137   |
| 24/07/1976 | Décès du cardinal Julius August Döpfner |      | 116       | 20          | 136   |
| 18/10/1976 | Décès du cardinal Giacomo Lercaro |      | 116       | 19          | 135   |
| 29/11/1976 | Décès du cardinal José da Costa Nunes |      | 116       | 18          | 134   |
| 23/03/1977 | Décès du cardinal Émile Biayenda |      | 115       | 18          | 133   |
| 17/04/1977 | Décès du cardinal William John Conway |      | 114       | 18          | 132   |
| 27/06/1977 | Consistoire: création de 4 cardinaux électeurs Révélation de 1 cardinal in pectore créé antérieurement                                                   |      | 119       | 18          | 137   |
| 16/07/1977 | Décès du cardinal Francesco Roberti |      | 119       | 17          | 136   |
| 02/08/1977 | Décès du cardinal Manuel Gonçalves Cerejeira |      | 119       | 16          | 135   |
| 07/08/1977 | Décès du cardinal Dino Staffa |      | 118       | 16          | 134   |
| 21/10/1977 | Décès du cardinal Norman Thomas Gilroy |      | 118       | 15          | 133   |
| 22/11/1977 | Décès du cardinal Luigi Traglia |      | 118       | 14          | 132   |
| 23/02/1978 | Décès du cardinal Paul Yoshigoro Taguchi |      | 117       | 14          | 131   |
| 17/03/1978 | Décès du cardinal Giacomo Violardo |      | 116       | 14          | 130   |
| 18/03/1978 | 80e anniversaire du cardinal Lawrence Joseph Shehan |      | 115       | 15          | 130   |
|            | |      |           |             |       |
| 06/08/1978 | Décès du pape Paul VI |      | 115       | 15          | 130   |
| 16/08/1978 | Décès du cardinal Paul Yü Pin |      | 114       | 15          | 129   |